# Christian Traugott Bucher

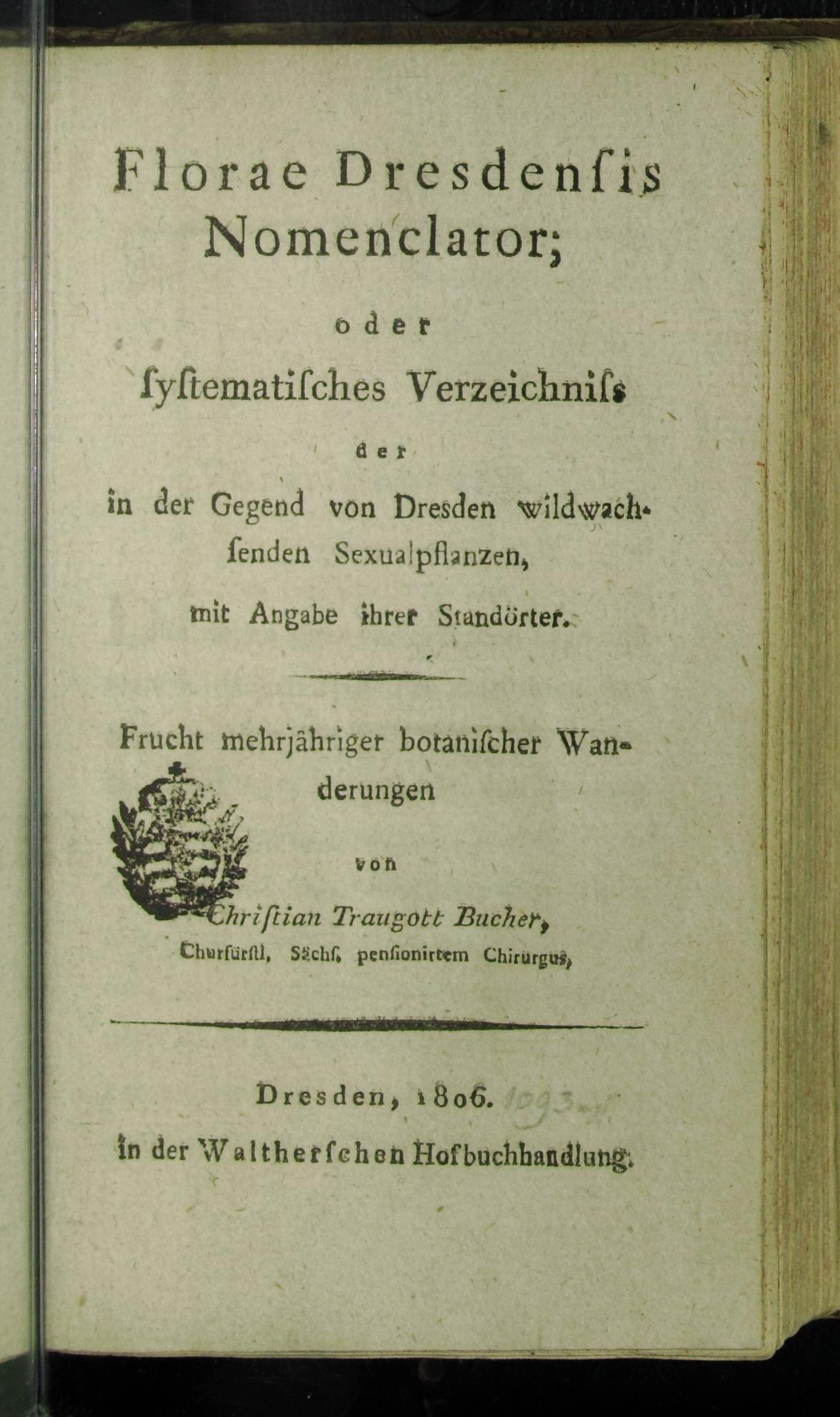
Titelblatt von Christian Traugott Buchers „Floris Dresdensis Nomenclator“ (1806)

Christian Traugott Bucher (* 21. Dezember 1764 in Dresden; † 3. Februar 1808 ebenda) war ein sächsischer Botaniker.

## Herkunft und Familie
Christian Traugott Bucher war ein Sohn des Dresdner Rechtsanwalts und Gerichtsaktuars Christian Friedrich Bucher (1727–1780) und dessen Ehefrau Juliana Christina Koreuber (1736–1767). Der Wittenberger Altertumswissenschaftler Samuel Friedrich Bucher war sein Großvater. Gustav Adolph Bucher (1755–1799), Aktuar der Geheimen Kriegskanzlei (Dresden), und Friedrich Benjamin Bucher, Anwalt in Dresden, waren seine Brüder.

## Leben
Bucher trat 1784 freiwillig in den Dienst der sächsischen Kavallerie und diente zunächst als Feldscher-Gehilfe im Stab eines Chevaux-legers-Regiments, ab 1788 als Stabs-Feldscher. Im Sommer 1788 wurde er zur Verbesserung seiner Ausbildung zum Dresdner Collegium medico-chirurgicum abkommandiert. 1794 wechselte er auf eigenen Wunsch zum Leib-Grenadier-Regiment, wo er bis zu seiner Entlassung wegen einer massiven Depression 1803 als Feldscher tätig war.
Bucher ist Autor des ersten umfänglicheren Florenwerks von Dresden, das 938 Arten von regionalen Blütenpflanzen verzeichnet, deren Beschreibungen auf eigener Beobachtung und Sammeltätigkeit beruhen. Eine handschriftliche Fassung desselben hat sich in der Sächsischen Landesbibliothek – Staats- und Universitätsbibliothek Dresden erhalten.
Nach Bucher wurde 1846 die Myrte Bucheria Heynh. (vgl. Thryptomene) benannt.

## Werke
- Florae Dresdensis Nomenclator; oder systematisches Verzeichnis der in der Gegend um Dresden wildwachsenden Sexualpflanzen, mit Angaben ihrer Standörter. Frucht mehrjähriger botanischer Wanderungen. Dresden, 1806. (Online-Ressource. Abgerufen am 18. September 2022.)